# Kasernengraben
Der Kasernengraben ist ein Schloot auf dem Gebiet der Stadt Wittmund im Landkreis Wittmund in Ostfriesland. Er entspringt an der Bundesstraße 210 am südlichen Ortsrand von Wittmund, nahe der Wittmunder Kaserne, verläuft nach Süden und mündet in die Harle. 